# Fête des Époux
La fête des Époux est une fête instituée par la Convention, durant la Révolution française, et prenant place dans le calendrier républicain.
Elle avait lieu chaque année le 10 floréal.
Considérant, dit l'arrêté, en style de l'époque, " que le cortège intéressant des gages précieux de leur mutuel amour (des vertueux époux) est un témoin terrible qui accuse publiquement le célibataire de sa honteuse nullité parmi les hommes, et l'être corrompu, de ses vices et de sa dépravation."
Arrêté du Directoire exécutif du 27 germinal l'an 4ème :
Le Directoire exécutif arrête :
- Article 1er. Dans toutes les municipalités de la République une FÊTE DES EPOUX sera célébrée le 10 floréal.
- Article II. Les Administrations municipales sont chargées des dispositions à faire à cet égard.
- Article III. Chaque municipalité fera dans son arrondissement rechercher :
1° des personnes mariées qui par quelque action louable auront mérité de servir d'exemple à leurs concitoyens.
2° des personnes mariées qui déjà chargées de famille ont adopté un ou plusieurs orphelins.
- Article IIII. Elle inscrira leurs noms sur un tableau, les proclamera publiquement le jour de la fête; elle leur distribuera au nom de la Patrie des COURONNES CIVIQUES.
- Article V. Les jeunes époux qui se seront unis pendant le mois précédent et la première décade de floréal, seront invités à la fête et feront partie du cortège. Les épouses y paraîtront vêtues de blanc, parées de fleurs et de rubans.
- Article VI. On prononcera auprès de l'AUTEL DE LA PATRIE un discours analogue à la circonstance et l'on y exécutera des hymnes et des chants patriotiques.
- Article VII. Les vieillards des deux sexes auront les places d'honneur dans cette fête. Ils y seront accompagnée de leurs enfants et petits-enfants. Celui de tous qui aura auprès de lui la famille la plus nombreuse, aura la première place et c'est lui qui sera chargé de distribuer des couronnes.
Collationné. Signé Bottin.
nb : le 10 floréal an IV = 29 avril 1796.

## Sources